# Justice League: Doom
Justice League: Doom, conocida en español como Liga de la Justicia: Perdición es una película de superhéroes animada basada libremente en el arco narrativo de JLA de Mark Waid JLA: Torre de Babel. La película fue adaptada y escrita por Dwayne McDuffie justo antes de su muerte en febrero de 2011 y está dirigida por Lauren Montgomery. Aunque no es una secuela directa de Crisis on Two Earths, la película utiliza los mismos diseños de personajes de Phil Bourassa. Fue lanzada el 28 de febrero de 2012. La película también cuenta con varios actores que repiten sus papeles de DC Animated Universe y Green Lantern: Emerald Knights respectivamente. Se trata de la película número 13 en la línea DC Universe Animated Original Movies.
La película está dedicada en memoria de Dwayne McDuffie.

## Argumento
La película gira en torno al plan de Vándalo Salvaje para exterminar a la mayor parte de la población humana y comenzar una nueva civilización. Para asegurarse de que la Liga de la Justicia no sea capaz de detenerlo, Salvaje contrata al Amo de los Espejos, que hackea la Bat-computadora usando un dispositivo fabricado por LexCorp y roba los planes de contingencia elaborados por Batman para incapacitar a sus compañeros de equipo de la Liga en caso de que alguno se rebelase. Salvaje reúne a un grupo de supervillanos con venganzas personales contra los héroes y les paga abundantemente para atacar simultáneamente a los miembros de la Liga con dichos planes, aunque alterados para ser letales.
Los villanos llevan a cabo cada uno su parte para eliminar a la Liga de la Justicia:
- Batman es informado por Alfred Pennyworth de que los cuerpos de Thomas y Martha Wayne han sido exhumados y están desaparecidos. Cuando Bruce Wayne llega a la tumba de sus padres, es emboscado por Bane. La distracción emocional es suficiente para otorgar a Bane la ventaja y dejar a su adversario inconsciente. Bruce es encerrado el ataúd de su padre, que es sepultado bajo tierra por el villano. Se despierta con la expectativa horrible de morir de asfixia junto al cadáver de su padre.

- Detective Marciano (en su identidad humana como John Jones) está celebrando su cumpleaños con sus colegas de la fuerza policial. Él recibe una bebida de una misteriosa mujer (que es en realidad Ma'alefa'ak disfrazado). La bebida está mezclada con carbonato de magnesio, que es venenoso para la biología marciana. El cuerpo de Detective Marciano es capaz de curarse a sí mismo, pero solo expulsando el magnesio, el cual es altamente inflamable, a través del sudor. Ma'alefa'ak usa un mechero para prender fuego a su enemigo (la única debilidad de J'onn), dejándole quemándose vivo sin la posibilidad de extinguir las llamas.

- Mujer Maravilla es atacada por Chita que le hiere el brazo, enviando nanomáquinas en su torrente sanguíneo. Las máquinas microscópicas se adhieren a su tronco cerebral y empiezan a transmitir directamente a sus sensores visuales y auditivos. Esto engaña a la Mujer Maravilla haciéndola creer que todo el mundo que ve es un duplicado de Chita. La ilusión está diseñada para explotar su naturaleza competitiva, metiéndola en una batalla sin fin. Dado que nunca se rendiría, se forzará a luchar hasta que su cuerpo abandone, gracias a las drogas que las nanomáquinas llevaron adentro, lo que le causaría un ataque epiléptico o un infarto de miocardio.

- Flash cae en una trampa del Amo de los Espejos que finge robar un tren. El villano entonces utiliza un holograma de una mujer mayor para crear la ilusión de que tenía una rehén. Todo el escenario se diseñó únicamente para engañar a Flash que coloca el brazo en una trampa que conecta una bomba a su muñeca. La bomba va a explotar y matar a todos dentro de tres millas si el héroe intenta quitarla o si no hace nada. El único modo de evitar la explosión es correr y no desacelerar nunca, pero incluso Flash no puede correr para siempre.

- Linterna Verde es llamado por el FBI para hacer frente a un grupo de terroristas que han tomado rehenes en una mina de sal. Sin embargo, la verdad es que tanto terroristas como rehenes son androides sofisticados. El escenario completo es parte de un complejo engaño que provoca que Linterna Verde piense que se han perdido vidas inocentes debido a su exceso de confianza. El héroe también está expuesta a una versión sintetizada del gas del miedo del Espantapájaros que mina su voluntad. Por último, Zafiro Estrella aparece y explota sus temores para convencerlo de que él no se merece el poder que posee. Linterna Verde renuncia a su anillo sin el cual no puede escapar de la mina de sal colapsada. El héroe debilitado se resigna a su destino.

- Superman es atraído a la azotea del Daily Planet por un antiguo empleado desilusionado llamado Henry Ackerson, que pretende suicidarse, ya sea saltando o pegándose un tiro. Superman intenta disuadirlo de ello, y parece tener éxito, cuando inesperadamente Ackerson dispara al héroe en su lugar. Entonces se revela que la táctica suicida estaba destinada a engañar a Superman para que bajase la guardia, que el exempleado estaba siendo suplantado por Metallo y que la bala era de Kryptonita, el único material que puede dañar a los kryptonianos. Superman, herido de muerte, cae de la parte superior del edificio.

Batman empieza a aceptar su destino, pero motivado por el recuerdo del asesinato de su padre, es capaz de cavar su manera de salir de la tumba. Pronto se da cuenta de que la Liga ha sido atacada con sus propios planes de contingencia. Con la ayuda de Cyborg, salva a sus compañeros de equipo uno a uno.
La Liga de la Justicia se retira a la Atalaya, donde Batman revela que él fue el verdadero cerebro detrás de los ataques, habiendo estudiado al resto en busca de debilidades físicas y psicológicas. Sin embargo, también tuvo una contingencia en caso de que la Batcomputadora fuese hackeada: un algoritmo de rastreo oculto en sus archivos. Esto permite a la Liga localizar a la Legión del Mal.
Los villanos son dominados, pero los héroes no consiguen frenar el plan de Salvaje, orquestar un cataclismo apocalíptico con una llamarada solar de gran alcance. Utilizando la información obtenida por Cyborg, Batman diseña un plan de último minuto y la Liga apenas se las arregla para salvar la Tierra. La Corte Mundial condena al inmortal Vándalo Salvaje a cadena perpetua sin posibilidad de libertad bajo palabra.
Tras su victoria, la Liga de la Justicia vota añadir a Cyborg a la Liga. Superman pide una votación sobre la permanencia de Batman en el equipo, después de la revelación del incumplimiento de su confianza. Sin embargo, Batman defiende sus planes y no se arrepiente de sus acciones, renunciando por sí mismo antes de que se lleve a cabo la votación.
En la escena final, Superman confía a Batman la bala de Kryptonita, coincidiendo con el concepto de tener salvaguardias a mano si los miembros de la Liga sucumben a la villanía o al control mental - pero no sin antes preguntar sobre el ataque de Bane. Se revela que la exhumación de los cuerpos de Thomas y Martha Wayne era completamente idea de Salvaje. Superman le pregunta a Batman por qué no quería crear un plan de contingencia para el caso de que él mismo sucumbiese. Batman le responde que sí que lo tenía, diciendo "Se llama Liga de la Justicia".

## Reparto de voces
- Kevin Conroy - Bruce Wayne/Batman
- Tim Daly - Clark Kent/Superman
- Susan Eisenberg - Princesa Diana/Mujer Maravilla
- Nathan Fillion - Hal Jordan/Linterna Verde
- Carl Lumbly - J'onn J'onzz/Detective Marciano (acreditado), Ma'alefa'ak (no acreditado)
- Michael Rosenbaum - Barry Allen/The Flash
- Bumper Robinson - Victor Stone/Cyborg
- Carlos Alazraqui - Bane
- Claudia Black - Barbara Ann Minerva/Chita
- Paul Blackthorne - John Corben/Metallo (acreditado), Henry Ackerson (no acreditado)
- Olivia d'Abo - Carol Ferris/Zafiro Estelar
- Alexis Denisof - Sam Scudder/Amo de los Espejos
- Phil Morris - Vandar Aag/Vándalo Salvaje
- Dee Bradley Baker - Oficial al cargo
- Grey DeLisle - Lois Lane, Reina (no acreditado)
- Robin Atkin Downes - Alfred Pennyworth (acreditado), Jota (no acreditado)
- Brian George - Mayor
- David Kaufman - Jimmy Olsen
- Juliet Landau - Diez
- Jim Meskimen - Rey
- Andrea Romano - Voz de la Batcomputadora
- Bruce Timm - As
- Danny Jacobs - Agente Especial Porter